# 157 (عدد)
157 هو عدد صحيح. طبيعي بين 156 و158

## في الرياضيات

### خصائص
- 157عدد أولي
- 157عدد فردي
- 157عدد ناقص